# کهلن
کهلن (به لوکزامبورگی: Kielen) یک شهرداری در استان کاپلن کشور لوکزامبورگ است که ۲۸٫۱۷ کیلومترمربع مساحت دارد و جمعیت آن در سال ۲۰۰۹ میلادی ۵۰۱۸ نفر بوده‌است.